# Finley (zespół muzyczny)
Finley – włoski zespół muzyczny założony w 2002 roku, grający pop punk. 

## Historia
Pedro i Ste poznali się już w dzieciństwie, chodzili bowiem razem do przedszkola. Z Ka i Danim Pedro chodził do jednej klasy w liceum. Potem Pedro zapoznał chłopaków ze Ste i tak zaczęła się ich przyjaźń. Przed założeniem zespołu Ka i Dani grali muzykę rockową w piwnicach w Legnano, a na przedmieściach Mediolanu Pedro i Ste należeli do grupy grunge. Nazwa grupy pochodzi od nazwiska zawodnika NBA – Michaela Finleya.
Początkowo grupa grywała na próbach, konkursach, była supportem dla innych kapeli, występowała na festiwalach muzycznych, wykorzystywała każdą okazję do grania przed publicznością. Poprzez praktykę i niewiarygodną liczbę występów ich muzyka stała się bardziej charakterystyczna i przyjęła etykietkę „hard pop”, która do niej pasowała, ponieważ jest mieszanką energii i głosu, splecionych w oryginalny i osobliwy sposób. Będąc na uniwersytecie zdecydowali się na nagranie demo „Make up your mind” i znalezienie wytwórni, która by go wydała. Przy pomocy zaprzyjaźnionego reżysera, Marca Lamanna, nakręcili teledysk, lecz niestety praca poszła na marne.
W 2005 r. Claudio Cecchetto zobaczył go w studiu nagraniowym, zwołał grupę i Finley podpisał swój pierwszy kontrakt nagraniowy. Nagrali „Tutto e'possibile”, które jest włoską wersją „Make up your mind” z ich debiutanckiego singla. Teledysk „Tutto e'possibile” był reżyserowany przez Gaeano Morbioli i singel ten wspiął się na włoską listę przebojów podczas gdy teledyski stały się przyszłością programów muzycznych „TRL Top Ten” w MTV.
31 maja 2006 roku album „TUTTO E'POSSIBILE” z piosenkami w języku angielskim i włoskim został zauważony w Capitol/EMI. W lipcu Finley nagrał „Special Edition” zawierającą piosenkę „Dentro la Scatola” nagraną przy współpracy z Mondo Marcio. Album osiągnął szczyt listy przebojów we Włoszech.
Ich koncert w Jesolo dla Coca Cola Live został wyemitowany w MTV w czasie największej oglądalności. Wygrali nagrodę dla najlepszego włoskiego Music Video w nowej kategorii w 2006 r. oraz w listopadzie zdobyli nagrodę Best Italian Act na MTV Europe Music Awards w Kopenhadze. Przy realizacji włoskiej wersji Kids Choice Awards, Finley napisał i wykonał piosenkę tematu. Część ich trasy koncertowej CLUB TOUR 2006/2007, została zorganizowana przez Barley Arts. Początkowo zaplanowano 15 koncertów, liczba ta została następnie dwukrotnie powiększona. Płyta poprzez sprzedaż stała się złota, a następnie platynowa. W styczniu zakończyła się trasa Tutto è possibile 2006/2007, jednak już po kilku miesiącach znów znaleźli się w centrum uwagi. W dniu 14 kwietnia wzięli udział w TRL Awards 2007 roku i wykonali nowy singiel „Niente da perdere”. W czasie pierwszej trasy koncertowej menadżerem zespołu był Omar Pedretti (DJ Omy.Pee), starszy brat Pedra, który często nazywany jest piątym członkiem Finley.
15 czerwca 2007 roku wydali nową płytę „Adrenalina”. W czasie nowej trasy koncertowej, dali koncerty także poza krajem, np. w Rock Am Ring w Niemczech. 1 grudnia 2007 roku wystąpili na żywo w Kids Choice Awards 2007, promując swój nowy singiel „Questo sono io”. Zdobyli wówczas dwie nagrody w kategoriach: najlepszy zespół i włoski powrót roku.
W 2008 roku, wystąpili w Sanremo Music Festival z piosenką „Ricordi” zaśpiewaną wspólnie z Belindą. Ostatecznie zajęli piąte miejsce. Piosenka znalazła się na nowej płycie, który ukazała się 29 lutego 2008: „Adrenalina 2”. Oprócz znanych już utworów z „Adrenalina”, znajdowały się: „Ricordi” i jej wersja angielska „Your Hero” z piosenkarka Belindą, „Drops of time”, „Blind My Eyes” (wersja angielska „Ad occhi chiusi”), „All I've got”, „Driving to Nowhere” (wersja angielska „Fumo e cenere”), cover „Iris” (pierwotnie wykonywana przez Goo Goo Dolls), 2 utwory na żywo zarejestrowane w Piazza del Duomo w Mediolanie i zamykające „Just for You” (wersja angielska „Qui per voi”). Płyta po zaledwie kilku tygodniach stała się platynowa.
W październiku 2008 r. Finley po raz drugi wygrał Best Italian Act na MTV Europe Music Awards w Liverpoolu, gdzie wykonał na żywo piosenkę „Niente da perdere” (Finley jest jedynym włoskim zespołem razem z Subsonica, który zdobył tę nagrodę dwa razy) i bliski był zwycięstwa w kategorii Europe's Favourite Act, gdzie zajął drugie miejsce.
16 maja 2009 została przedstawiona w TRL Awards nowa piosenka „La mia notte”. 20 listopada ukazał się EP „Band at work” zawierający „La mia notte”, singiel „Gruppo randa” i jeszcze cztery piosenki. EP był przedsmakiem do nowej płyty, której premiera odbyła się 30 marca 2010. Zatytułowana jest „Fuori!” i oprócz utworów z „Band at work” znajduje się osiem utworów. Płyta zadebiutowała na dziewiątej pozycji włoskiej listy przebojów. Zespół promując album stworzył filmclip, będący kompilacją pięciu teledysków („Fuori!”, „Un altra come te”, „Il tempo di un minuto”, „In orbita”, „Meglio di noi non c'e niente”).
Niestety w czerwcu 2010 r., basista Ste opuścił zespół, aby kontynuować nową pasję, nie związaną ze światem muzyki. Oficjalnie nie został nikim zastąpiony, jednak na koncertach zespół wspiera Daniel Persoglio, także ich przyjaciel.
W sierpniu 2010 Finley wydał utwór „Per la vita che verra” będący włoskim odpowiednikiem „Wouldn't change a thing” z filmu „Camp rock 2: The final jam”.

## Skład zespołu

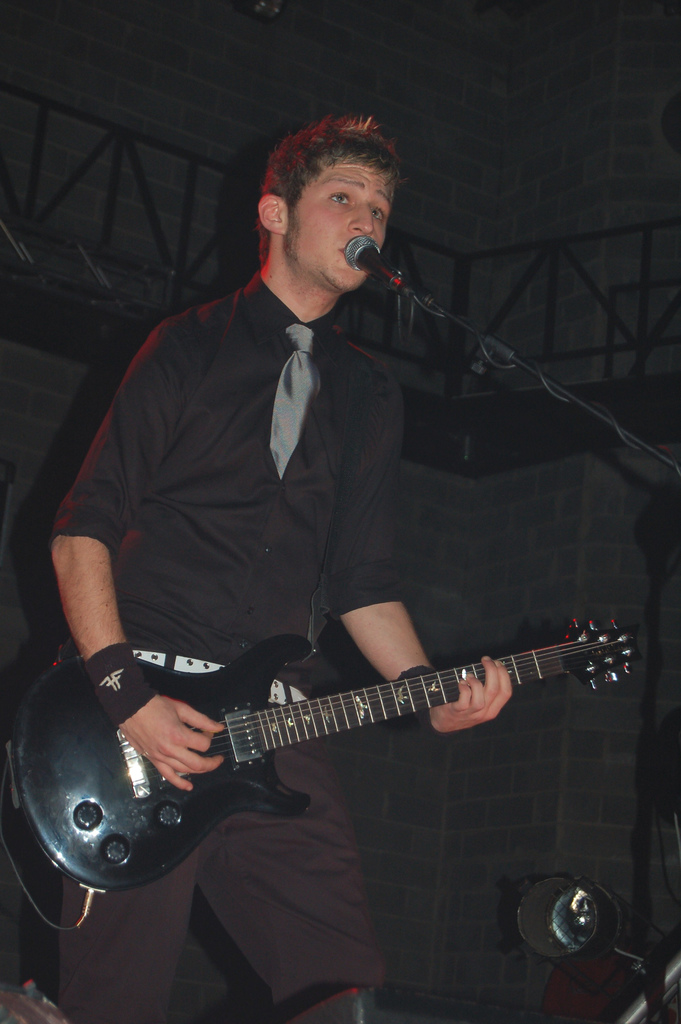
Carmine ”Ka” Ruggiero

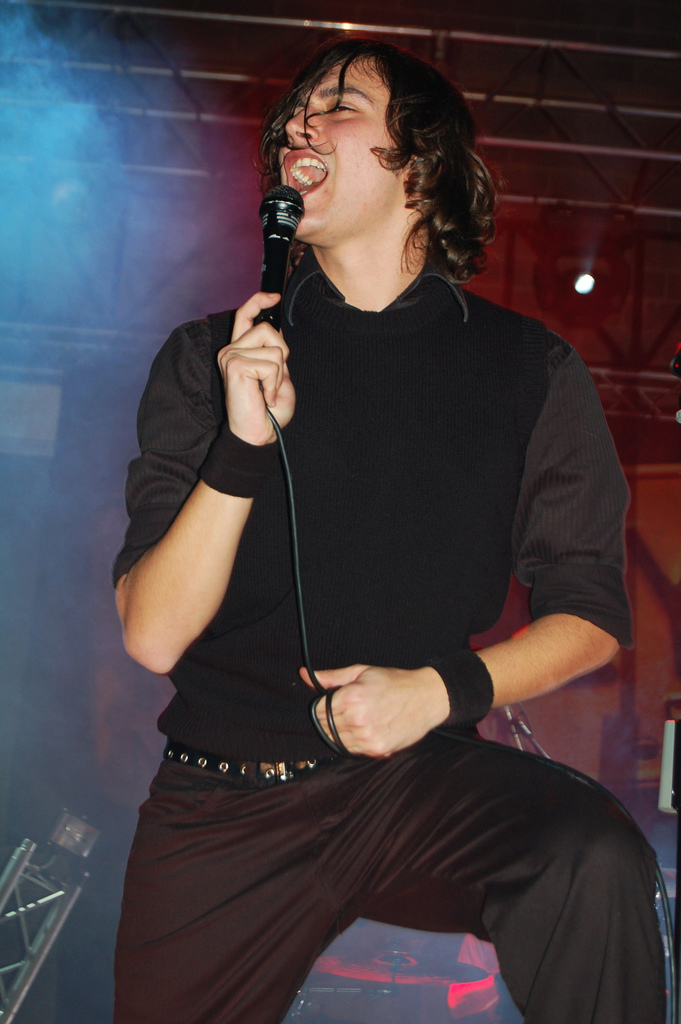
Marco ”Pedro” Pedretti

- Carmine „Ka” Ruggiero – gitara, wokal
- Danilo „Dani” Calvio – perkusja, wokal
- Marco „Pedro” Pedretti – wokal
- Ivan Moro – bas

## Dyskografia
Albumy studyjne
- Tutto è Possibile (Listopad 2005)
- Tutto è Possibile Special Edition (Lipiec 2006)
- Adrenalina (Czerwiec 2007)
- Adrenalina 2 (Luty 2008)
- Band at work (Październik 2009)
- Fuori! (Marzec 2010)
- Fuoco e fiamme (Maj 2012)
- Sempre solo noi (Grudzień 2012)

## Teledyski
- Make Up Your Own Mind
- Tutto è Possibile
- Diventerai Una Star
- Dentro Alla Scatola (vs Mondo Marcio)
- Sole Di Settembre
- Fumo E Cenere
- Adrenalina
- Domani
- Questo sono io
- Ricordi
- Your Hero ft. Belinda
- La mia notte (live TRL)
- Gruppo Randa
- Fuori!
- Il tempo di un minuto
- Un'altra come te
- Meglio di noi non c'è niente
- In orbita
- Per la vita che verrá
- Il mondo che non c'è
- Fuego
- Bonnie e Clyde
- Il meglio arrivera
- Fuoco e fiamme
- Unleash the power
- Horizon
- Day of glory